# 贾伊洛洛火山
贾伊洛洛火山是印度尼西亞的火山，位於哈馬黑拉島的西岸，海拔高度1,130米，西面和西南面有小型破火山口，西北面沿岸有溫泉。火山东南是小镇贾伊洛洛。